# Rugby a 15 nel 1993

## Cronologia degli eventi principali
20 marzo - Malgrado una sconfitta iniziale a Londra, la Francia superando il Galles nell'ultimo match di Parigi, si aggiudica il Cinque Nazioni 1993.
29 maggio - Si chiude il primo turno della Coppa FIRA 1992-94, agevole qualificazione per Italia, Francia e Romania. Anche la Russia si qualifica, mentre Spagna e Marocco andranno allo spareggio per il quinto posto nella poule "titolo".
maggio- giugno . Il tour dei Lions in Nuova Zelanda è l'evento principale dei tour di metà anno. Le nazionali britanniche, inviano dunque squadre minori in tour.
25 giugno - Successo francese nel torneo dei Giochi del Mediterraneo.
3 luglio – Si chiude il tour dei Lions. L'ultimo decisivo match assegna la serie agli All Blacks che superano i Lions per 2 vittorie a 1.
3 luglio – Al termine di un match equilibratissimo la Francia supera il Sudafrica per 18-17 e, dopo il pareggio del primo test, si aggiudica la serie.
7 luglio Superando Marlborough 128-0 Samoa stabilisce il record per scarto e numero di punti in un match non ufficiale in tour.
12 luglio -  Malgrado la sconfitta nel secondo match, Tonga elimina Figi nelle qualificazioni alla Coppa del Mondo di rugby 1995. È la prima squadra a conquistare la qualificazione sul campo.
17 luglio – La Nuova Zelanda si riprende la Bledisloe Cup superando l'Australia nell'unico test previsto.
31 luglio – Tornato in Australia dopo oltre 15 anni, il Sudafrica si aggiudica il primo test. I "Wallabies" australiani si aggiudicheranno gli altri due e la serie.
23 ottobre – Successo dell'Argentina contro l'Uruguay nel match decisivo del Campionato sudamericano. I "Pumas" oltre al torneo si qualificano per la finale della zona "Americhe" delle qualificazioni mondiali.
6 novembre – L'Australia conquista una netta vittoria 24-3 a Parigi . I "Wallabies",  riscattano la sconfitta della settimana prima.
novembre - Il Sudafrica riesce finalmente a tornare anche in Argentina: due vittorie nei test match.
11 novembre – Storico successo per l'Italia, appena affidata a Georges Coste, che supera per la prima volta la Francia, anche se in versione"A1". Un successo inseguito da 58 anni. Successivamente gli "azzurri" superano anche la Scozia "A"
27 novembre – Grande successo per l'Inghilterra che supera 15-6 la Nuova Zelanda a Londra. E l'unica sconfitta per gli All Blacks nel tour in Gran Bretagna.
]

## Attività Internazionale

### Incontri celebrativi
- Centenario del Grenoble RFC

| Grenoble 2 giugno 1993 | French Barbarians | 92 – 34 | XV du President |  |

### I Barbarians
I Barbarians hanno disputato i seguenti match:
| Northampton 10 marzo 1993 | East Midlands | 59 – 77 | Barbarians |  |

| Cardiff 4 dicembre 1993 | Barbarians | 12 – 25 | Nuova Zelanda XV | (Arms Park) |

| Leicester 28 dicembre 1993 | Leicester XV | 51 – 14 | Barbarians | (Welford Road) |

## Campionati nazionali
- Africa :

| Sudafrica | Currie Cup | Transvaal |

- Oceania:

| Nuovo Galles del Sud | Shute Shield                     | Gordon          |
| Queensland           | Premier Rugby                    | Souths          |
| Australia            | Interstate                       | Queensland Reds |
| Nuova Zelanda        | National Provincial Championship | Auckland        |

- Americhe:

| Argentina   | Nazionale              | Tucuman          |
|             | Camp. di Buenos Aires  | San Isidro       |
|             | Nacional de Clubes     | SIC - Olivos     |
| Brasile     | Campionato             | Rio Branco (SP)  |
| Canada      | Campionato Provinciale | British Columbia |
| Stati Uniti | Campionato             | OMBAC San Diego  |

- Asia :

| Giappone | Campionato | Kobe Steel |

- Europa

| Irlanda     | All Ireland league       | Young Munster          |
|             | Interprovinciale         | Ulster                 |
| Galles      | Campionato               | Llanelli RFC           |
|             | WRU Challenge Cup        | Llanelli RFC           |
| Inghilterra | Coppa                    | Leicester Tigers       |
|             | Campionato delle Contee  | Lancashire             |
|             | Campionato               | Bath Rugby             |
| Francia     | Campionato               | Castres                |
|             | Challenge Yves du Manoir | Stade Toulousain       |
| Italia      | Campionato               | Amatori Milano         |
| Scozia      | Campionato dei distretti | South                  |
|             | Campionato               | Melrose                |
| Portogallo  | Campionato               | Cascais                |
|             | Coppa                    | Cascais                |
| Romania     | Campionato               | Grivitza Rosie         |
| Russia      | Campionato               | VVA-Podmoskovye Monino |
| Spagna      | Spagna (Copa del Rey)    | El Salvador Valladolid |
|             | Campionato               | Getxo                  |